# Mika Doi
Mika Doi (土井 美加, Doi Mika), de son vrai nom Mika Itō (伊藤 美加, Itō Mika), est une seiyū (doubleuse) née le 4 août 1956 à Sendai, dans la préfecture de Miyagi au Japon. Elle travaille pour la société Gekidan Kou.

## Prestations notables
- Mère de Syd et Bud Guerriers divins d'Odin (Saint Seiya) dans Saint Seiya
- Megumi Takani dans Kenshin le vagabond
- Misa Hayase dans The Super Dimension Fortress Macross
- Houquet et Rose dans Genesis Climber Mospeada
- Marvel Frozen dans Aura Battler Dunbine
- Full Flat dans Heavy Metal L-Gaim
- Naoko Akagi dans Evangelion
- Fleia dans Appleseed
- Kobby dans One Piece
- Rain Devila dans Wedding Peach
- La mère de Ketto dans Kiki la petite sorcière
- Directrice dans Devil Hunter Yohko
- Alisa dans le 10e épisode de Cowboy Bebop
- Kuyoh dans RG veda
- Reine Serenity dans Sailor Moon
- Daisy & Alice dans Kingdom Hearts
- Lamagh dans Crest of the Stars & Banner of the Stars
- Sakiyama Kaori dans Air Master